# كولشيستر
كولشيستر هي أقدم مدينة مسجلة في بريطانيا العظمى حيث يوجد في متاحفها عملات وجدت في المدينة تعود إلى عام 20 قبل الميلاد. تقع المدينة في مقاطعة اسكس على بعد 90 كلم شمال شرق العاصمة لندن. يقدر عدد سكانها بحوالي 100,000 نسمة وتمتاز المدينة بطبيعتها الخلابة وهدوئها مقارنة بالمدن البريطانية الأخرى. كما يوجد فيها إحدى أهم القواعد الحربية البريطانية. وقامت المدينة بالتوأمة بينها وبين مدينة فتسلار الألمانية، مدينة أفينيون الفرنسية ومدينة إيمولا الإيطالية.

## تاريخ المدينة
في فترة الغزو الروماني لبريطانيا عام 43 ميلادية أصبحت المدينة أول عاصمة للرومان في بريطانيا ولكن ثورة أهل المدينة ضد الرومان بقيادة بوديكا عام 61 ميلادية أدت إلى حرقها وهدمها والاستعاضة بمدينة لندن كعاصمة لبريطانيا. بعد انهيار الحضارة الرومانية تركها أهالي المدينة(440- 450 ميلادية) حتى قدم السكسونيون وأعادوا بنائها على أنقاض الرومان. وفي الفترة ما بين 1550-1600 ميلادية هاجر إلى المدينة عدد كبير من صانعي الملابس الهولندية حتى أن جزء من المدينة يسمى إلى يومنا الحاضر بالمربع الهولندي. خلال فترة الحرب الأهلية الإنجليزية تم حصار المدينة لنحو 12 أسبوع عام 1648 حيث استسلم مناصرو الملكية الإنجليزية وتم إعدامهم على ساحة قلعة كولشيستر.

## معالم المدينة
هناك معالم تاريخية كثيرة في المدينة لعل من أهمها قلعة كولشيستر والتي هي عبارة عن متحف اليوم يضم تحف تاريخية تعود للعهد الروماني. كما يوجد في المدينة المتحف الطبيعي ومتحف الساعات ومتحف السكك الحديدية الشرق أنجليكي. كما يوجد في المدينة عدد من المسارح والساحات لإقامة الحفلات الموسيقية الحية.

## الدراسة في كولشيستر
يوجد في المدينة جامعة إسكس العريقة [3 كما يوجد فيها مدرستين لتعليم اللغة الإنجليزية [2] والتي تعد من أشهر المدارس على مستوى العالم حيث يتم قبول طلاب فيها من مختلف جنسيات العالم. كما أن عدد كبير من أبناء الدول العربية ممن يريدوا إتمام دراساتهم العليا في بريطانيا يقومون بدراسة اللغة الإنجليزية في تلك المدارس.